# Lepturges cinereolus
Lepturges cinereolus là một loài bọ cánh cứng trong họ Cerambycidae.